# 금동탑 (국보 제213호)
금동탑(金銅塔)은 서울특별시 용산구, 삼성미술관 리움에 있는 고려시대의 불교공예품이다. 1984년 8월 6일 대한민국의 국보 제213호로 지정되었다.

## 개요
금동탑이나 청동탑은 절의 중심적인 존재라기보다 건물 안에 모셔두기 위해 만든 것이므로, 일반적인 탑이라기보다 하나의 공예품, 혹은 공예탑으로 볼 수 있다. 지금까지 알려진 금동탑은 대개 높이가 20∼30cm 정도이고, 50cm가 넘는 것이 극히 드문데, 이 탑은 현재 높이만도 155cm로 규모가 큰 편이다. 더구나 현재 남아있는 탑신은 5층이지만 원래는 7층 정도였을 것으로 보이고, 머리장식의 일부가 사라진 것으로 보아 원래 높이는 지금보다도 더 높았을 듯하다.
2층의 기단(基壇) 위에 5층의 탑신(塔身)을 세우고 꼭대기에 머리장식을 꾸민 탑으로, 석탑의 일반형을 그대로 따르고 있다. 기단에는 네 모서리와 각 면에 목조건축에서 볼 수 있는 기둥모양을 가지런히 새겨두었다. 아래층 기단의 각 면에는 둥근 테를 두른 연꽃잎이 새겨져 있는데, 이는 고려시대 석탑양식의 특징을 뚜렷이 보여주는 부분이다.
기단 위에 난간을 두르고 탑신을 세웠으며, 1층 탑신에 출입문과 기둥을 두고 그 위에 지붕을 얹는 등 목조건축의 양식을 그대로 따르고 있다. 2∼5층의 탑신에는 모두 불상을 새겼는데 수법이 그리 뛰어나지는 못하다. 지붕의 모서리마다 방울을 달았던 듯하지만, 현재는 몇 군데에만 매달려 있는 상태이다.
표면의 금칠은 거의 벗겨져 남아있지 않지만 전체적으로 보존이 잘 된 작품으로, 넓게 짜여진 기단에 비해 탑신은 경쾌하게 날아오르는 듯하다. 각 부분에 꾸밈이 많은 점이나, 탑에 매달린 장식들이 많은 점 등에서 공예탑의 성격이 분명히 드러나면서도 석탑의 형식을 충실히 따르고 있다.
특이한 형태의 탑이 많이 만들어졌던 고려 전기에 제작된 것으로 추측된다. 

## 소유권 분쟁
리움미술관과 개태사는 금동탑의 소유권을 놓고 법정 소송을 진행했다.

## 참고 자료
- 금동탑 - 국가유산청 국가유산포털

1. ↑  이대희 (2010년 2월 16일). “삼성리움-개태사 '금동대탑' 소유권 놓고 법정 다툼”. 《프레시안》.